# Siguiri (prefectuur)
Siguiri is een prefectuur in de regio Kankan van Guinee. De hoofdstad is Siguiri. De prefectuur heeft een oppervlakte van 17.760 km² en heeft 687.002 inwoners.
De prefectuur ligt in het oosten van het land en grenst aan Mali.
De rivier de Niger stroomt via Siguiri naar Mali. Er zijn goudafzettingen die hier worden gedolven, maar de mijnwerkers worden ook beschouwd als een risicofactor voor de verspreiding van hiv/aids in de regio.

## Subprefecturen
De prefectuur is administratief verdeeld in 20 sub-prefecturen:

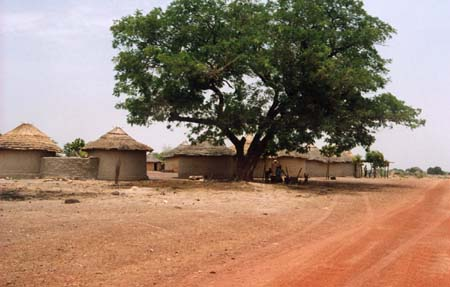
Dorpje in Siguiri

1. Siguiri-Centre
2. Bankon
3. Doko
4. Franwalia
5. Kiniébakoura
6. Kintinian
7. Maléa
8. Naboun
9. Niagassola
10. Niandankoro
11. Norassoba
12. Siguirini
13. Tomba kanssa
14. diomabana
15. Mignada
16. fidako
17. koumandjanbougou
18. Tomboni
19. kourémalé
20. Didi